# Nieuwe Haven (Den Haag)

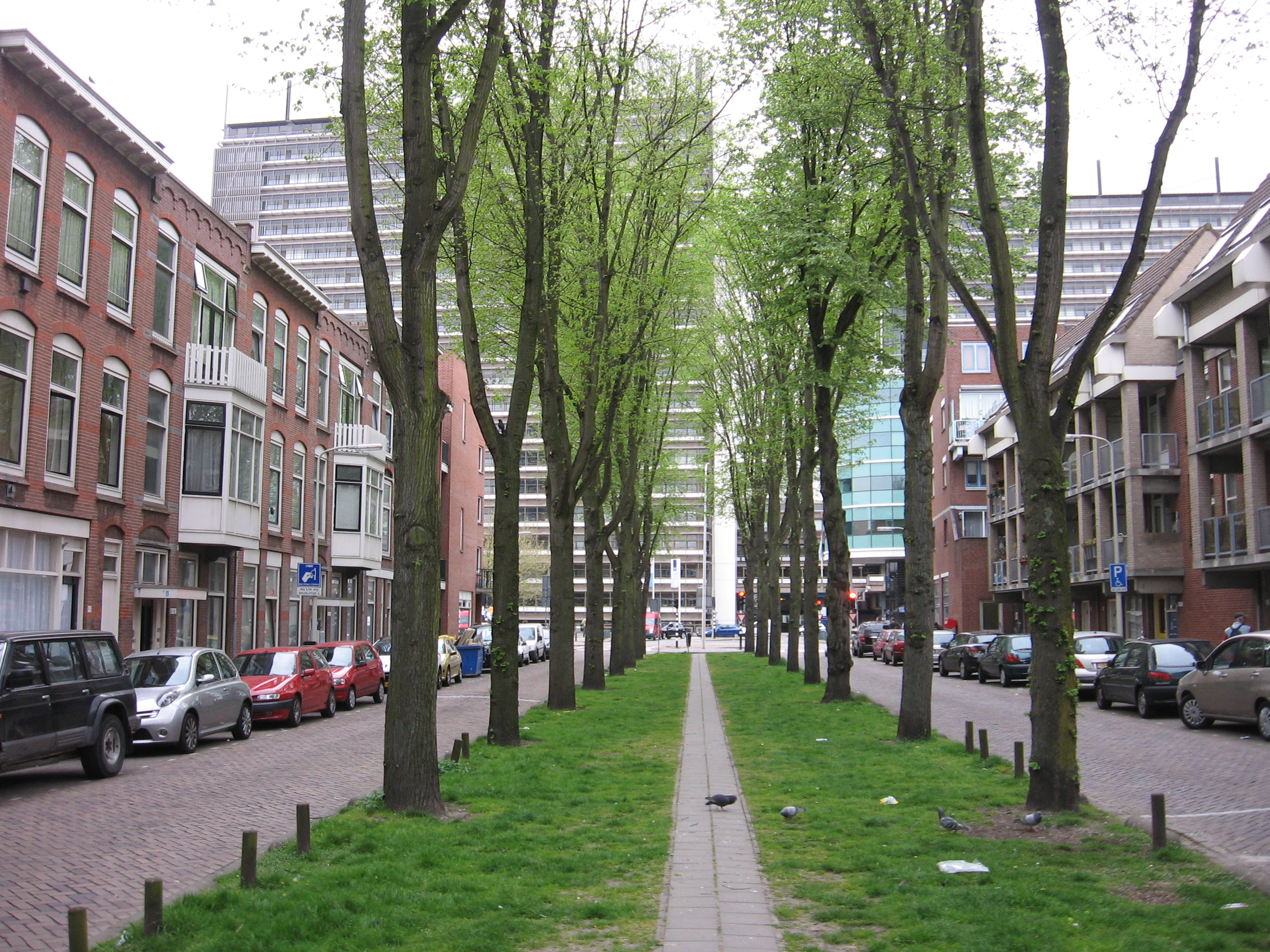
De gedempte Nieuwe Haven in 2010

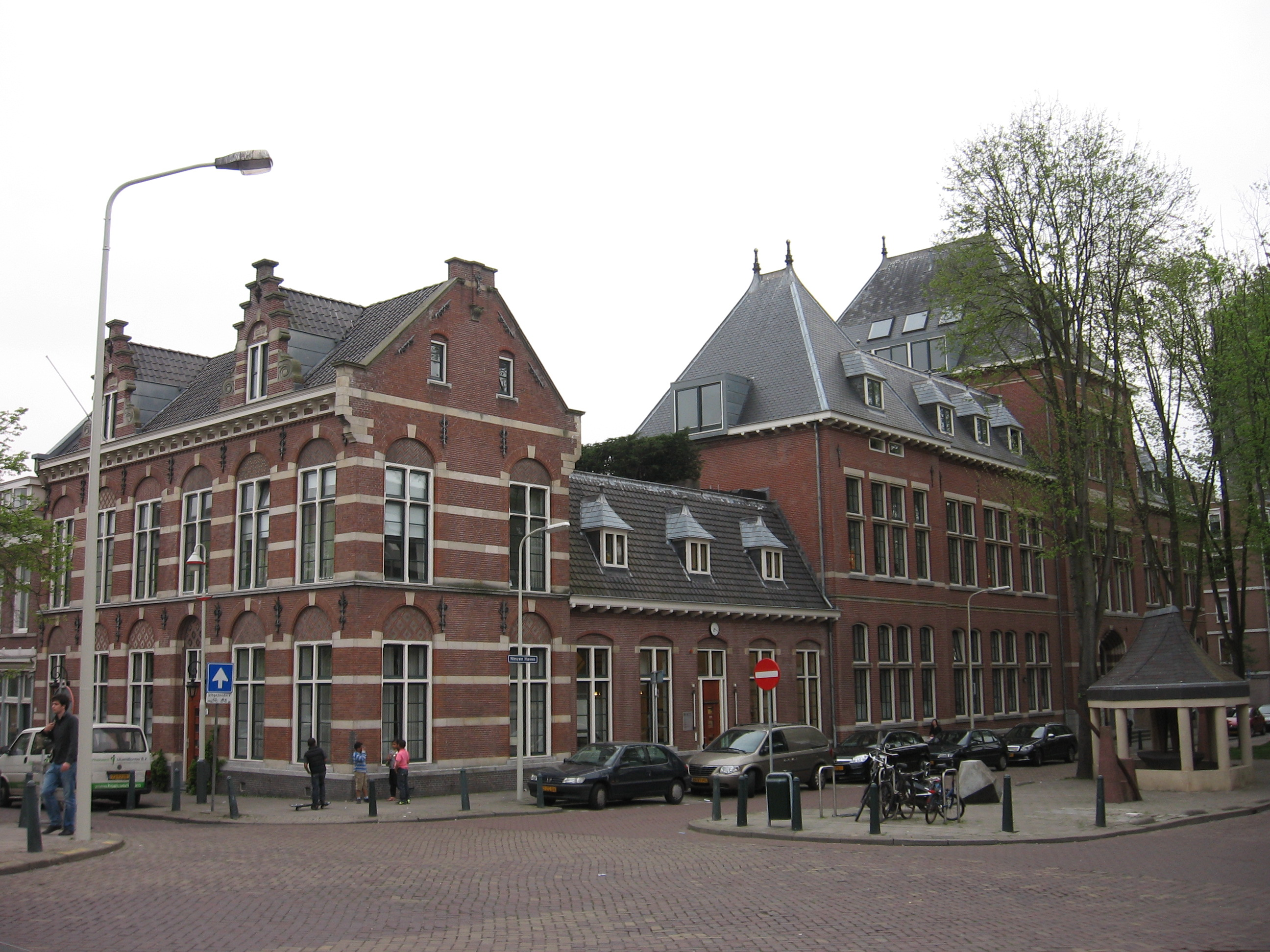
Ambachtsschool

Nieuwe Haven is een straat en gedempte gracht in de Rivierenbuurt van Den Haag. De gracht was gelegen tussen de singelgrachten in het veengedeelte van de stad – de plek voor de arbeiderswijken, later Spuikwartier genoemd.
Kenmerkend voor de straat is het gebouw van de voormalige eerste Haagse ambachtsschool dat na 1999 werd verbouwd tot appartementencomplex.